# Red trabecular
La red trabecular es una red de tejidos esponjosos situados alrededor de la base de la córnea, cerca del cuerpo ciliar. Es la responsable del drenaje del humor acuoso desde la cámara anterior del ojo hacia el Canal de Schlemm que finalmente desembocan en el sistema sanguíneo.

## Papel en el glaucoma
La enfermedad ocular conocida como glaucoma está causada por un aumento de la presión intraocular del humor acuoso. Esta excesiva presión puede ser secundaria a demasiada producción o por un déficit de reabsorción. La red trabecular juega un importante papel en el glaucoma, pues a través de ella fluye el humor acuoso hasta que finalmente es drenado al sistema venoso por el Canal de Schlemm.
- Datos: Q750873
- Multimedia: Trabecular meshwork / Q750873